# Pawnee
Pawnee település az Amerikai Egyesült Államok Oklahoma államában, Pawnee megyében, melynek megyeszékhelye is. Lakosainak száma 1936 fő (2020. április 1.).

## Népesség
A település népességének változása:

| 2010 | 2 196 |
| 2020 | 1 936 |